# Тадеос Себастаци
Тадеос Себастаци (арм. Թադեոս Սեբաստացի, род. около 1477, Сивас) — армянский писец и поэт XVI века.

## Жизнь и творчество
Биографические сведения очень скудны. Родился примерно в 1477 году в Себастии, был священником и известным писцом. Автор нескольких поэм в жанре плач, написанных в патриотическом духе, которые, помимо литературного значения, представляют интерес для изучения состояния армян в ранней Османской Империи. Особенно важны поэмы «Плач о детях, пленными отправленных в Стамбул» (1531 г., арм. «Ողբ ի վերայ մանկանց որ գերի տարան ի քաղաքն Ստամպօլ»), которая содержит важные сведения о девширме во время правления султана Селима II, и «О движении Красной головы, что пришёл, сжёг и разрушил страну Армянскую до Ерзнки» (1551 г., арм. «Տաղ, վասն շարժման Կարմիր Գլխոյն, որ եկեալ այրեաց և աւերեաց զՀայոց աշխարհս մինչեւ Երզնկան»), рассказывающей о турецко-персидской войне 1514—1555 гг. Оказал влияние на литературное творчество своего сына Овасапа.